# Пиняскин, Виталий Михайлович
Виталий Михайлович Пиняскин (24 августа 1972, Москва) — советский и российский футболист, выступавший на позиции полузащитника. Играл в высших дивизионах СССР, России, Латвии и Молдавии.

## Биография
Воспитанник футбольной школы московского «Динамо». В 1989 году сыграл три матча в первенстве дублёров в составе резервной команды бело-голубых, но не смог закрепиться в команде. В том же 1989 году стал победителем всесоюзного юношеского турнира «Надежда» в составе сборной Москвы.
В 1991 году перешёл в московский «Локомотив». Дебютировал в составе железнодорожников 14 сентября 1991 года в матче советской высшей лиги против одесского «Черноморца», выйдя на замену на 75-й минуте вместо Владислава Матвиенко. Этот матч остался единственным для футболиста в составе основной команды «Локомотива».
В 1992—1995 годах играл в мини-футбол за московский «Спартак».
В 1995 году перешёл в новороссийский «Черноморец», в его составе сыграл шесть матчей в высшей лиге России.
С 1996 года в течение нескольких лет с перерывами выступал в высшей лиге Латвии за «Динабург». В 1996 и 1997 годах завоёвывал бронзовые медали чемпионата страны, а в 1997 году стал финалистом Кубка Латвии. Всего в составе клуба из Даугавпилса принял участие в 81 матче высшей лиги. В промежутках выступал за клубы первой лиги России — «Спартак» (Нальчик), «Жемчужина» (Сочи), «Химки», а также за московские любительские команды.
Последним профессиональным клубом Пиняскина стал «Тилигул-Тирас» из Тирасполя, выступавший в высшем дивизионе Молдавии. В его составе футболист сыграл 12 матчей в чемпионате страны и принимал участие в еврокубках.
После окончания профессиональной карьеры играл на любительском уровне за клубы Москвы и Даугавпилса. В 2009 году стал чемпионом и обладателем Кубка города Даугавпилса в составе команды «Диттон-Даугава». В 2013 году стал победителем чемпионата Латвии среди ветеранов в составе сборной Даугавпилса. В 2014 году выступал за команду ветеранов московского «Динамо» и стал победителем турнира в Турции.